# آریامازس
آریامازس (انگلیسی: Arimazes; – مرگ ۳۲۷ پیش از میلاد، یکی از اشراف در سغد بود که در سال ۳۲۸ پیش از میلاد دارای قلعه بسیار محکمی در سغد بود. این قلعه «صخره آریامازس»، شناخته می‌شود و گفته می‌شود که محاصره صخره سغدی در ارتباط با قلعه آریامازس است.
آریامازس ابتدا حاضر نشد مکان را به اسکندر مقدونی تسلیم کند، اما پس از آن که برخی از سپاهیان مقدونیه باستان به قله صعود کردند، تسلیم شد. اسکندر در این قلعه روشنک (همسر اسکندر)، دختر باختر (بلخ) رئیس وخش‌ارد را یافت که او را همسر خود کرد. مورخ رومی قرن اول میلادی، آریان نقل می‌کند که اسکندر آریامازس و مردان پیشرو را مصلوب کرد. اما مورخ یونانی آریان یا پولیانوس، در گزارش خود به این موضوع اشاره نکرده است.

## زمینه
در سال ۳۳۱ قبل از میلاد او در نبرد گوگمل پیروز شد و داریوش سوم پادشاه هخامنشی را مجبور کرد به باختر (بلخ) بگریزد و در آنجا توسط سه تن از ساتراپ‌هایش کشته شد. یکی از آنها، بسوس، خود را شاه خواند و خود را به عنوان اردشیر پنجم شاه جدید امپراتوری ایران معرفی کرد. پادشاه جدید، اما، از رویارویی با اسکندر نیز اجتناب کرد و حتی بیشتر به سمت شمال، به سمت منطقه باستانی سغد (عمدتاً ازبکستان و تاجیکستان امروزی) گریخت. اسکندر نتوانست متوقف شود و سرانجام بسوس را که یا به او خیانت شده بود یا به زور اسیر کردند، دستگیر کرد. اسکندر فکر کرد که پس از اعدام او دشمن بزرگی در امپراتوری هخامنشی باقی نمانده است؛ بنابراین او سرزمین‌های بیشتری را در سغد تصرف کرد و تا رودخانه باستانی جاکسارتس (سیردریا کنونی) پیشرفت کرد و در آنجا دورافتاده‌ترین شهر خود اسکندریه اسخاته (Alexandria Eschate)، به معنای «دورترین اسکندریه» را تأسیس کرد.
پژوهشگران بر این باورند که تأسیس این شهر جنگ زده در ترکیب با اشغال وحشیانه سپاه مقدونیه، جرقه ای بود که آتش مقاومت در درون سغدیان را شعله‌ور ساخت. منطقه باید توسط اسکندر آرام می‌شد، که دشوارتر از آن چیزی بود که او فکر می‌کرد: مردم محلی سغدی به کاروان مقدونی‌ها حمله کردند و اسکندر در نبردی آشکار به دنبال انتقام بود. پایش به شدت توسط تیر دشمن مجروح شد.
مقاومت اصلی به رهبری یکی از فرمانداران محلی اسکندر، اسپیتامن که خود سغدی بود، به سرعت در شهرهای منطقه گسترش یافت. در همین حال، اسپیتامن، پایتخت سغد، ماراکاندا (سمرقند امروزی) را که بسیاری از سربازان مقدونی نیز در آن مستقر بودند، محاصره کرد. پاسخ اسکندر به این قیام‌ها یک یک چیز بود - خشونت. او تصمیم گرفت به هر شهر شرکت کننده لشکرکشی کند و هر نوع مقاومتی را با خشونت تمام خاموش کند. گفته می‌شود که او نه تنها همه شهرها را ویران کرد و شورشیان را کشت، بلکه تمام زنان و کودکان را نیز، به بردگی گرفت.
در جریان این نبردها اسکندر مجدداً بر اثر پرتاب سنگ به او به شدت مجروح شد. پس از آرام کردن خشونت‌آمیز اکثر شهرها، او به تعداد زیادی از نیروهایش دستور داد تا به سوی ماراکاندا حرکت کنند، جایی که هنوز توسط رهبر مقاومت اسپیتامن محاصره شده بود. او که از ورود قریب‌الوقوع نیروهای اسکندر آگاه بود، به شمال گریخت و با سکاها ساکنان استپ شمالی اوراسیا اتحاد برقرار کرد. سپس اسپیتامن و متحدان سکایی او منتظر آمدن سربازان مقدونی شدند. آنها در نهایت در رودخانه پولیتیموس (رود زرافشان امروزی) ملاقات کردند، جایی که مقدونی‌ها در یکی از بزرگ‌ترین بلایای نظامی خود فریب خوردند. اسپیتامن و متحدانش از تاکتیک‌های جنگ عشایری استفاده می‌کردند، در حالی که سربازان اسکندر را سوار بر اسب‌هایشان دور می‌زدند و آنها را با تیر به زمین می‌زدند. مقدونی‌ها که قبلاً هرگز چنین نبردی را تجربه نکرده بودند، وحشت کردند و به جزیره‌ای نزدیک رودخانه گریختند که در آن به دام افتادند و توسط سغدی‌ها و سکاها یکی پس از دیگری از ساحل رودخانه به زمین افتادند. اسپیتامن با استفاده از جنگ‌های چریکی که هرگز دیده نشده بود، خود را به عنوان یک تهدید واقعی برای اسکندر ثابت کرده بود.
اسکندر، که در نبرد شرکت نکرد، ظاهراً شنیدن خبر از دست دادن سربازان خود را بسیار اندوهگین شد. همان‌طور که انتظار می‌رفت، او سعی کرد اسپیتامن را در رود زرافشان تعقیب کند اما موفق نشد، در حالی که هنوز شورشیان بیشتری را در راه کشت. او نتوانست قبل از زمستان او را بگیرد، بنابراین در پایتخت باختر (بلخ)، بلخ که یونانیان به آن «زاریاسپا» (بلخ امروزی در افغانستان) نیز می‌شناسند، ماند. او ارتش خود را با حدود ۲۰۰۰۰ سرباز ذخیره که در اصل برای لشکرکشی هندی‌ها در نظر گرفته شده بودند، تقویت کرد. اسکندر از زمستان برای طراحی نقشه ای برای پایان دادن به اسپیتامن و مقاومت استفاده کرد. از این رو ارتش خود را به پنج لشکر متحرک تقسیم کرد. این را می‌توان به عنوان انطباق با تاکتیک‌های چریکی سغدی درک کرد. آنها فرستاده شدند تا سنگرهای بیشتر شورشیان را که در زمستان خود را به کوه‌های آسیای مرکزی پناه برده بودند، نابود کنند.
اسکندر نتوانست اسپیتامن را بکشد، اما او دیگر شکست‌های بزرگی را تجربه نکرد. با این حال، کاروان‌های مقدونی چندین بار توسط سغدی‌ها مورد حمله قرار گرفتند و بنابراین مقاومت خود را حتی تا زمستان آینده زنده نگه داشتند. این یورش‌ها با مرگ اسپیتامن متوقف شد. او توسط اسکندر یا مقدونی دیگری کشته نشد، بلکه متحدان سکایی که از موفقیت مقاومت قطع امید کرده بودند و از جنگیدن دیگر برای اسپیتامن خودداری کردند. آنها هیچ شانسی در برابر ارتش عظیم مقدونی نمی‌دیدند. گویا سر او را از تن جدا کردند. مقاومت سغدی با از دست دادن رهبر کاریزماتیک و ژنرال باتجربه خود، به آرامی از بین رفت. او مطمئناً پس از تسخیر امپراتوری ایران در عرض چهار سال، صور نمی‌کرد که سه سال تنها در آسیای مرکزی (۳۳۰ قبل از میلاد - ۳۲۷ قبل از میلاد) سپری کند. این مقاومت اسکندر را ترغیب کرد تا استراتژی‌های خود را که در شش سال گذشته به خوبی مؤثر واقع شده بودند، مورد تجدید نظر قرار بدهد. او در هیچ جای دیگری به اندازه سغد مجبور نشد برای حفظ قدرت خود نیرو مستقر کند و این منطقه سرسخت‌ترین و خطرناک‌ترین منطقه برای اسکندر برای فتح تبدیل شد.

## نقش در محاصره صخره سغدی
در شرح محاصره صخره سغدی/ یا صخره آریامازس، استرابون به اشتباه صخره سیسیمیترس را در باختر (بلخ) پیدا کرده است و آن را با صخره آریامازس اشتباه گرفته و با شناسایی آن به عنوان پناهگاه رکسانا سردرگمی را تشدید کرده است. در حکایتی که آریامازس رهبر قلعه سغدی آمده است: برای لشکرکشی سال ۳۲۸، اسکندر چهار تاکسی از فالانکس را برای کنترل باختر (بلخ) پشت سر گذاشت و باقیمانده ارتش خود را به پنج ستون تقسیم کرد که از طریق دره رودخانه ای در پامیر به سمت شمال حرکت کردند و همه چیز را در مسیرشان نابود کردند. اربابان سغدی از قلعه‌های خود ریشه‌کن شدند و مزارعشان سوزانده شدند. همه این قلعه‌های کوهستانی به راحتی تسلیم نشدند. در تابستان، ارتش مقدونی به کشور پاریتاکای (پارسیتاکای) حرکت کرد، جایی که اشراف محلی به رهبری سیسیمیترس جهت مقاومت در قلعه‌ای که آریان (مورخ) آن را «صخره کورینس» می‌نامید و به عنوان «لانه عقاب» واقعی، احاطه شده توسط، صخره‌های «پرشیب و دست نیافتنی» و تقریباً غیرقابل دسترس توصیف می‌کرد، مستقر شده بودند. هزاران سغدی تحت فرمان آریامازس، اشراف و سردار محلی، این قلعه را اداره می‌کردند. اسکندر در ابتدا آرزو داشت با این مکان به ظاهر تسخیرناپذیر مذاکره کند، اما سغدیان به او خندیدند. آریامازس به اسکندر گفت باید سربازانی با بال پیدا کند تا موفق به تصرف قلعه شود. اسکندر مصمم بود راهی برای تصرف صخره بیابد. او برای بهترین کوهنوردان ارتش فراخوانی داد. حدود ۳۰۰ مرد مقدونی بسیار چابک پیدا شدند. سربازان از میخ و طناب کتانی برای بالا رفتن از سطح کوه استفاده کردند و یک روز کامل را صرف صعود کردند. آنها به آرامی خود را به بالای کوه رساندند و موفقیت خود را به اسکندر نشان دادند. وقتی آریامازس مقدونی‌ها را روی صخره دید، چنان شوکه و وحشت زده شد که تسلیم شد، غافل از اینکه واقعاً تعداد مقدونی‌ها چقدر کم است. آریامازس و ۳۰ تن از سردارانش خود را تسلیم اسکندر کردند. اسکندر دستور داد او و اشرافش را در پای صخره شلاق بزنند و به صلیب بکشند. بقیه ساکنان را به بردگی برده و به شهرهای تازه تأسیس در سغد هدیه دادند. کلیتوس سیاه را فرماندار جدید خود در آن استان، که شامل هر دو باختری خاص و سغد بود، قرار داد.